# Fidži na Letních olympijských hrách 2020
Fidži se účastnilo Letních olympijských her 2020 a zastupovalo jej 30 sportovců v 6 sportech (15 mužů a 15 žen). Olympijské hry se měly původně konat od 24. července do 9. srpna 2020, ale byly odloženy kvůli pandemii covidu-19. V novém termínu se konaly od 23. července do 8. srpna 2021. Během zahájení her byli vlajkonoši výpravy Rusila Nagasau a Taichi Vakasama. Při zakončení her byla vlajkonoškou výpravy Rusila Nagasau. Fidži získalo během her celkem 2 medaile, a to 1 zlatou a 1 bronzovou.

## Medailisté
| Medaile | Jméno                                  | Sport | Soutěž        | Datum        |
| ------- | -------------------------------------- | ----- | ------------- | ------------ |
| Zlato   | Fidžijská ragbyová reprezentace        | Ragby | Mužský turnaj | 28. července |
| Bronz   | Fidžijská ženská ragbyová reprezentace | Ragby | Ženský turnaj | 31. července |

## Disciplíny

### Atletika
Pro fidžijského sprintera Banuve Tabakaucoru byl start na olympijských hrách v Tokiu jeho první olympijskou účastí. Startoval v mužském závodě na 100 m. Dne 31. července 2021 nastoupil do druhého rozběhu, kde zaběhl čas 10,59 sekundy, čímž si vylepšil svůj osobní rekord. Tento výkon stačil na postup do čtvrtfinále. Později téhož dne nastoupil do čtvrtfinálového běhu, kde dosáhl času 10,70 sekundy. Ve svém běhu skončil poslední a do dalšího kola nepostoupil.
| Sportovec          | Disciplína   | Rozběh   | Rozběh | Čtvrtfinále | Čtvrtfinále | Semifinále  | Semifinále  | Finále      | Finále      |
| Sportovec          | Disciplína   | Čas      | Pořadí | Čas         | Pořadí      | Čas         | Pořadí      | Čas         | Pořadí      |
| ------------------ | ------------ | -------- | ------ | ----------- | ----------- | ----------- | ----------- | ----------- | ----------- |
| Banuve Tabakaucoro | 100 m – muži | 10,59 PB | = 3. Q | 10,70       | 8.          | nepostoupil | nepostoupil | nepostoupil | nepostoupil |

### Jachting
| Sportovkyně   | Disciplína          | Etapa | Etapa | Etapa | Etapa | Etapa | Etapa | Etapa | Etapa | Etapa | Etapa | Etapa | Etapa | Etapa           | Body | Pořadí |
| Sportovkyně   | Disciplína          | 1     | 2     | 3     | 4     | 5     | 6     | 7     | 8     | 9     | 10    | 11    | 12    | Medailový závod | Body | Pořadí |
| ------------- | ------------------- | ----- | ----- | ----- | ----- | ----- | ----- | ----- | ----- | ----- | ----- | ----- | ----- | --------------- | ---- | ------ |
| Sophia Morgan | Laser Radial – ženy | 43    | 40    | 41    | 35    | 42    | 43    | 36    | 41    | 42    | 36    | N/A   | N/A   | vyřazena        | 356  | 42.    |

### Judo
Tevita Takayawa startoval v Tokiu na svých prvních olympijských hrách. Dne 29. července 2021 nastoupil do svého prvního zápasu v kategorii mužů do 100 kg. Postavil se srbskému reprezentantu Aleksandaru Kukoljovi, kterého nedokázal porazit.
| Sportovec       | Disciplína     | 1/64   | 1/32                           | 1/16        | Čtvrtfinále | Semifinále  | Oprava      | Finále/Bronzová medaile | Finále/Bronzová medaile |
| Sportovec       | Disciplína     | Soupeř | Soupeř                         | Soupeř      | Soupeř      | Soupeř      | Soupeř      | Soupeř                  | Pořadí                  |
| --------------- | -------------- | ------ | ------------------------------ | ----------- | ----------- | ----------- | ----------- | ----------------------- | ----------------------- |
| Tevita Takayawa | Muži do 100 kg | N/A    | Aleksandar Kukolj PROHRA 00–01 | nepostoupil | nepostoupil | nepostoupil | nepostoupil | nepostoupil             | nepostoupil             |

### Plavání
| Sportovec/Sportovkyně | Disciplína               | Rozplavba | Rozplavba | Semifinále   | Semifinále   | Finále       | Finále       |
| Sportovec/Sportovkyně | Disciplína               | Čas       | Pořadí    | Čas          | Pořadí       | Čas          | Pořadí       |
| --------------------- | ------------------------ | --------- | --------- | ------------ | ------------ | ------------ | ------------ |
| Taichi Vakasama       | 200 m prsa – muži        | 2:17,35   | 35.       | nepostoupil  | nepostoupil  | nepostoupil  | nepostoupil  |
| Cheyenne Rova         | 50 m volný způsob – ženy | 27,11     | 50.       | nepostoupila | nepostoupila | nepostoupila | nepostoupila |

### Ragby
| Sportovec/Sportovkyně                  | Disciplína   | Skupina              | Skupina            | Skupina                       | Skupina | Čtvrtfinále           | Semifinále               | Finále                         | Finále           |
| Sportovec/Sportovkyně                  | Disciplína   | Výsledek             | Výsledek           | Výsledek                      | Pořadí  | Výsledek              | Pořadí                   | Výsledek                       | Pořadí           |
| -------------------------------------- | ------------ | -------------------- | ------------------ | ----------------------------- | ------- | --------------------- | ------------------------ | ------------------------------ | ---------------- |
| Fidžijská ragbyová reprezentace        | Ragby – muži | Japonsko VÝHRA 24–19 | Kanada VÝHRA 28–14 | Spojené království VÝHRA 33–7 | 1. Q    | Austrálie VÝHRA 19–0  | Argentina VÝHRA 26–14    | Nový Zéland VÝHRA 27–12        | Zlatá medaile    |
| Fidžijská ženská ragbyová reprezentace | Ragby – ženy | Francie PROHRA 5–12  | Kanada VÝHRA 26–12 | Brazálie VÝHRA 41–5           | 2. Q    | Austrálie VÝHRA 14–12 | Nový Zéland PROHRA 17–22 | Spojené království VÝHRA 21–12 | Bronzová medaile |

#### Mužský turnaj

###### Soupiska
- Josua Vakurunabili, Iosefo Masi, Kalione Nasoko, Jiuta Wainiqolo, Asaeli Tuivuaka, Meli Derenalagi, Vilimoni Botitu, Waisea Nacuqu, Jerry Tuwai (C), Semi Radradra, Aminiasi Tuimaba, Napolioni Bolaca, Sireli Maqala

###### Výsledky
| Pořadí | Tým                | Z | V | R | P | VB | IB | RB  | Body |
| ------ | ------------------ | - | - | - | - | -- | -- | --- | ---- |
| 1.     | Fidži              | 3 | 3 | 0 | 0 | 85 | 40 | +45 | 9    |
| 2.     | Spojené království | 3 | 2 | 0 | 1 | 65 | 33 | +32 | 7    |
| 3.     | Kanada             | 3 | 1 | 0 | 2 | 50 | 64 | −14 | 5    |
| 4.     | Japonsko           | 3 | 0 | 0 | 3 | 31 | 94 | −63 | 3    |

#### Ženský turnaj

###### Soupiska
- Lavena Cavuru, Raijieli Daveua, Sesenieli Donu, Laisana Likuceva, Rusila Nagasau (C), Ana Naimasi, Alowesi Nakoci, Roela Radiniyavuni, Viniana Riwai, Ana Maria Roqica, Vasiti Solikoviti, Lavenia Tinai, Reapi Ulunisau

###### Výsledky
| Pořadí | Tým      | Z | V | R | P | VB | IB  | RB   | Body |
| ------ | -------- | - | - | - | - | -- | --- | ---- | ---- |
| 1.     | Francie  | 3 | 3 | 0 | 0 | 83 | 10  | +73  | 9    |
| 2.     | Fidži    | 3 | 2 | 0 | 1 | 72 | 29  | +43  | 7    |
| 3.     | Kanada   | 3 | 1 | 0 | 2 | 45 | 57  | −12  | 5    |
| 4.     | Brazálie | 3 | 0 | 0 | 3 | 10 | 114 | −104 | 3    |

### Stolní tenis
| Sportovkyně | Disciplína     | Základní část              | První kolo  | Druhé kolo  | Třetí kolo  | Osmifinále  | Čtvrtfinále | Semifinále  | Finále/Bronzová medaile | Pořadí |
| Sportovkyně | Disciplína     | Soupeř                     | Soupeř      | Soupeř      | Soupeř      | Soupeř      | Soupeř      | Soupeř      | Soupeř                  | Pořadí |
| ----------- | -------------- | -------------------------- | ----------- | ----------- | ----------- | ----------- | ----------- | ----------- | ----------------------- | ------ |
| Sally Yee   | Dvouhra – ženy | Chelsea Edghill PROHRA 1–4 | nepostoupil | nepostoupil | nepostoupil | nepostoupil | nepostoupil | nepostoupil | nepostoupil             |        |